# Carl Stahl Gruppe
Die Carl Stahl Gruppe mit Sitz in Süßen, Baden-Württemberg ist ein deutsches Unternehmen. An 70 Standorten weltweit bietet das Unternehmen Produktlösungen und Dienstleistungen in den Bereichen Seil-, Hebe- und Sicherheitstechnik, Architektur sowie Feinseile/Technocables an.

## Geschichte

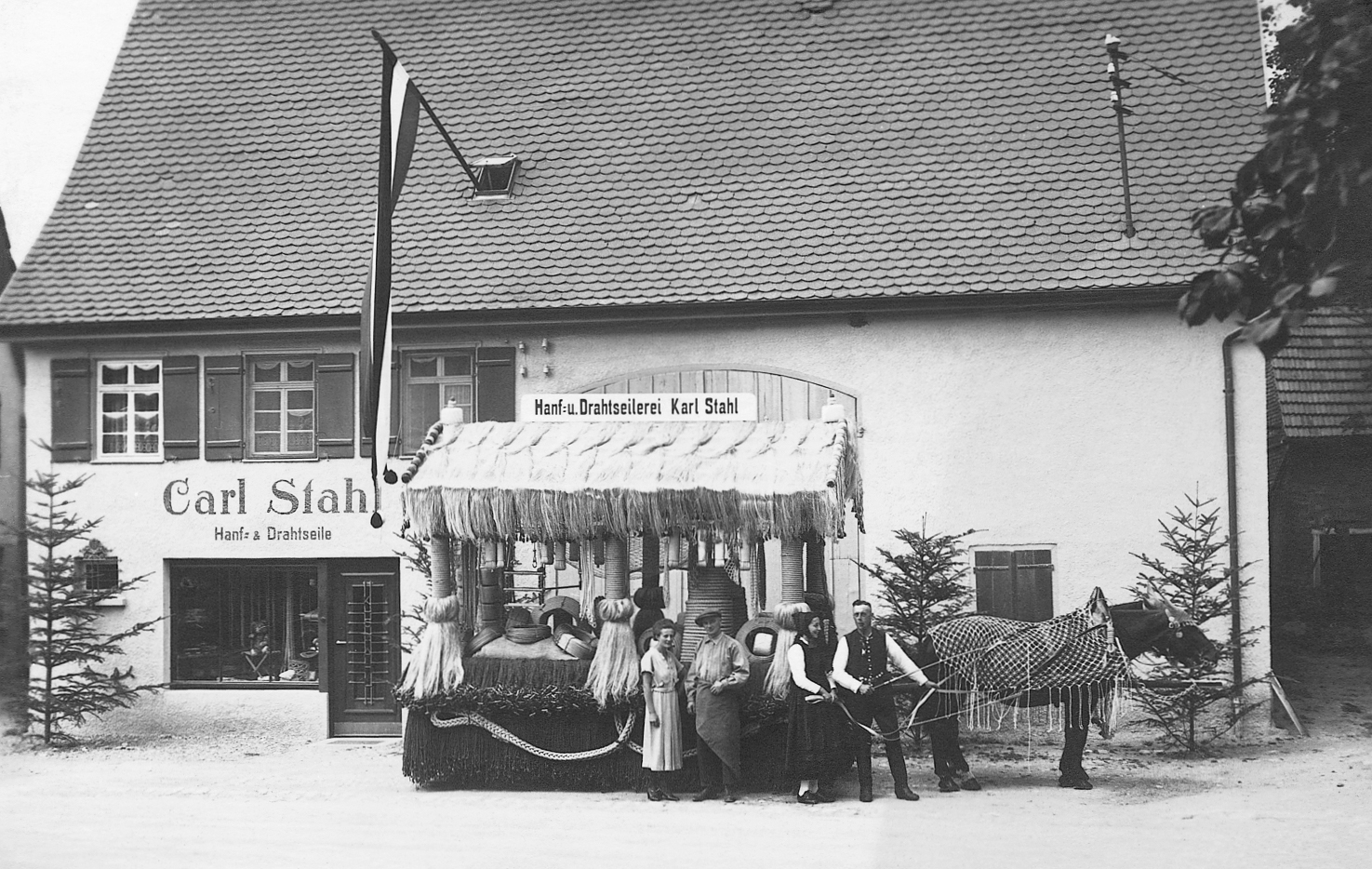
Festwagen anlässlich der Eingemeindungsfeier von Groß- und Kleinsüßen, 1933

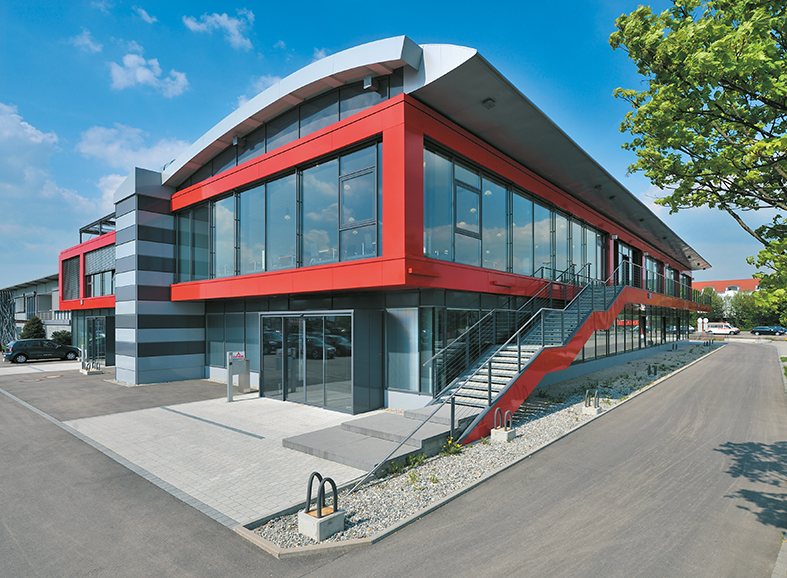
Hauptsitz der Carl Stahl Unternehmensgruppe in Süßen (2009)

Jakob Stahl gründete 1880 in Süßen die Seilerei Stahl. Diese wurde in den folgenden Jahren von seinem Sohn Carl Stahl und seinem Schwiegersohn übernommen, 1930 folgte der Enkel Carl II. Das Unternehmen hatte bis 1966 nicht mehr als 6 Mitarbeiter. Willy Schwenger trat 1966 in die Geschäftsführung ein, der Schwiegersohn von Carl II. Er baute den Betrieb in den folgenden Jahren zu einem international agierenden Unternehmen in der Seil-, Hebe- und Sicherheitsbranche aus. In dieser Zeit entstanden zahlreiche Neubauten am Standort Süßen. Die ersten Tochterfirmen wurden 1978 gegründet. Carl Stahl kaufte 1999 das Vertriebsrecht am Nokkon Bowdensystem. Ein Jahr später wurde die Kromer GmbH Teil der Carl Stahl Unternehmensgruppe. Im Jahr 2004 kam es zu einem Generationswechsel am Standort Süßen, von diesem Zeitpunkt an waren die Geschäftsführer Andreas Urbez, Willy Schwenger und Wolfgang Schwenger. Mit dem Neubau des Verwaltungsgebäudes in Süßen im Jahr 2006 wurde eine Trennung zwischen operativen und strategischen Bereichen vorgenommen. 2007 übernahm Carl Stahl das auf Handhabungstechnik spezialisierte Eislinger Traditionsunternehmen Ventzki, gegründet durch August Ventzki, aus der Insolvenz. Es hatte seit 1985 zu Würtex Maschinenbau in Uhingen gehört, die Motorgartengerätesparte von Ventzki war bereits 1970 vom amerikanischen Gartengeräte-Konzern MTD übernommen worden; seither firmiert es neugegründet als Ventzki Handling Systems.
2015 wurden die Divisionen Hebetechnik, Architektur und Technocables zu den neuen Gesellschaften Carl Stahl Hebetechnik GmbH, Carl Stahl ARC GmbH und Carl Stahl Technocables GmbH.

## Unternehmen
Der familiengeführte Konzern unterhält 70 Standorte auf vier Kontinenten und bietet Lösungen in den Bereichen Dienstleistung, Hebetechnik, Architektur und Technocables an.
Im Konzernbereich Hebetechnik bietet Carl Stahl Produkte für den Transport schwerer Lasten sowie Produkte für die Arbeitsplatzergonomie an. Zudem bietet die Carl Stahl Gruppe weltweit, Arbeitsschutz wie Helme und Gurte an.
Carl Stahl Technocables ist auf dem Gebiet der technischen Seile und Litzen tätig. Typische Anwendungsbeispiele sind der Einsatz als Spann- und Halteelemente.
Geländerfüllungen und Absturzsicherungen, begrünte Fassaden, LED-Lichtinstallationen und komplexe Zooanlagen. Carl Stahl Architektur kümmert sich um Architekturprojekte mit Edelstahlseilen und -netzen.

### Integrated Services
Die Integrated Services sind ein von Carl Stahl entwickelter Serviceprozess. Kern der Integrated Services ist das Serviceportal. Es erlaubt Unternehmen neben der Verwaltung von Arbeitsmitteln aller Art, auch die rechtssichere Dokumentation der Prüfergebnisse dieser Arbeitsmittel im Rahmen der gesetzlich vorgeschriebenen jährlichen Prüfung. Integrated Services enthält zudem einen Reparaturservice.